# Bill Lawrence
Bill Lawrence (Ridgefield, 6 de diciembre de 1968) es un escritor, productor y director estadounidense, conocido por ser el creador de las series de televisión estadounidenses Scrubs y Cougar Town. Está casado con la actriz Christa Miller, que intervino también en Scrubs, con la que tiene tres hijos.

## Carrera
Tras graduarse en la universidad The College of William and Mary, Bill escribió libretos para series como Friends, Boy Meets World y The Nanny, a la vez que produjo la serie animada Clone High. Es también creador del sitcom Spin City.
Su mayor éxito es la serie de comedia y drama Scrubs, la cual salió al aire el 2 de octubre de 2001 por la cadena NBC, aunque desde 2008 hasta su final se emitió por ABC.
Es también uno de los productores de Nobody's Watching. En  2006-2007 preparó el rodaje del film Fletch Won. Después de que Zach Braff (protagonista de Scrubs) confirmara su abandono de la serie, Bill acabó abandonándola también.

## Creaciones
- Scrubs (2001-2009)
- Clone High (2002-2003) (cocreador)
- Spin City (1996-2002) (cocreador, trabajó en la serie en 1996-2000)
- Cougar Town (2009-2015)
- Ground Floor (2013-2015)
- Rush Hour (2016)
- Ted Lasso (2020-2023)
- Shrinking (2023-2024)
- Bad Monkey (2024)

## Curiosidades
- En la octava temporada de Scrubs, Bill hizo un cameo en dos episodios, "My Soul on Fire (Part 2)" (como un juez de paz) y en el último episodio de la misma, llamado "My Finale", donde actúa como conserje y despide a John Dorian (Zach Braff) del hospital.